# Cármen Lúcia Antunes Rocha

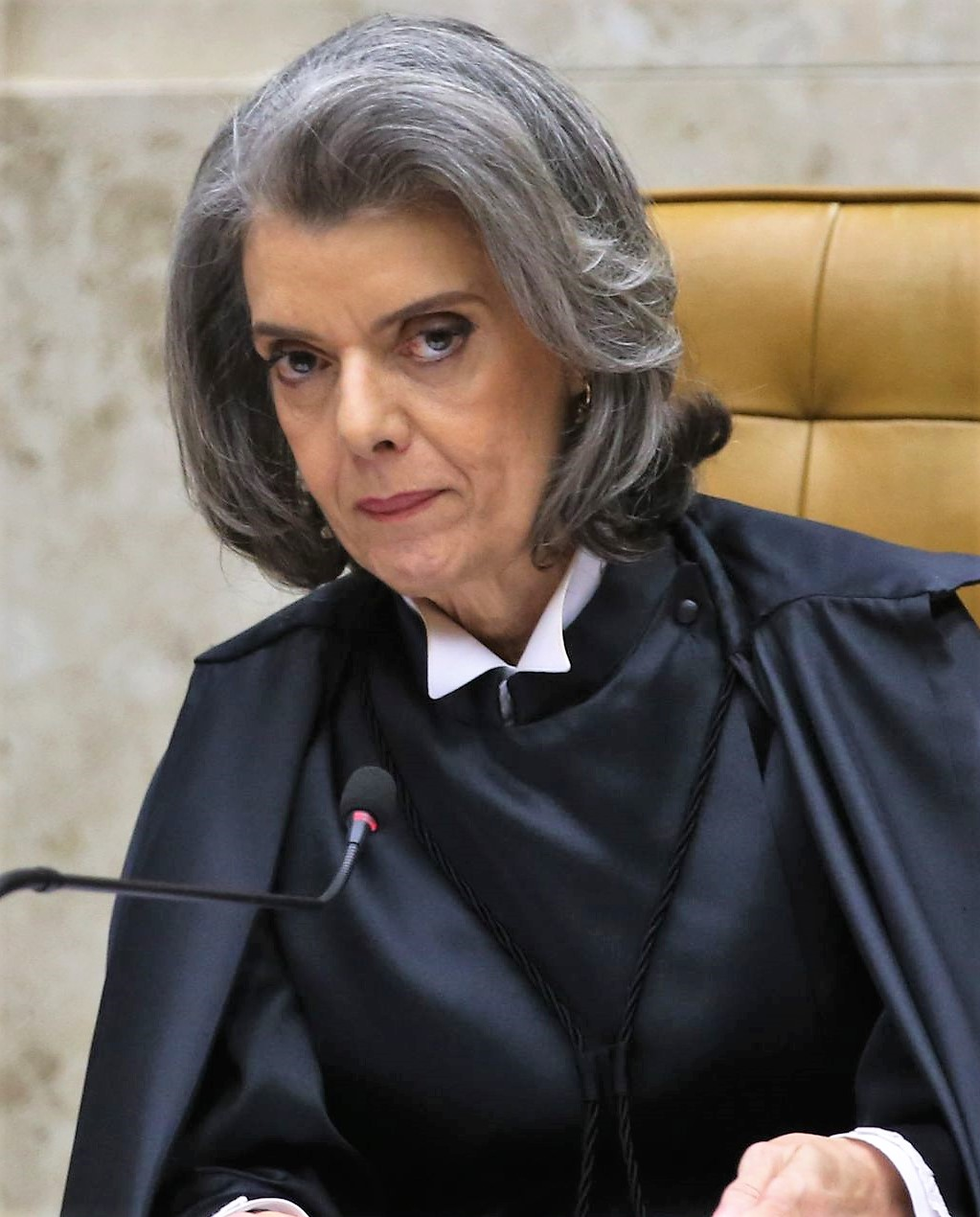
Cármen Lúcia Antunes Rocha (2016)

Cármen Lúcia Antunes Rocha [ˈkaʁmẽj ˈlusjɐ ɐ̃ˈtũɲis ˈʁɔʃɐ] (* 19. April 1954 in Montes Claros, Minas Gerais) ist eine brasilianische Juristin und seit 2006 Mitglied des Obersten Bundesgerichtshofs (STF). Sie ist Professorin für Verfassungsrecht an der Päpstlichen Katholischen Universität Minas Gerais.

## Leben
Rocha ist die Tochter von Florival Rocha und Anésia Antunes Rocha. Nach dem Besuch des Gymnasiums Sacré-Coeur de Jésus in Belo Horizonte, schloss sie 1977 ihr Jurastudium an der Päpstlichen Katholischen Universität von Minas Gerais (PUC Minas) mit Magister- und Doktortitel in Rechtswissenschaften ab. Sie praktizierte zunächst als Anwältin und wurde nach einem Auswahlverfahren Staatsanwältin. Als Spezialistin für Staatsrecht wurde sie 1984 Professorin an der PUC-Minas.
Sie wurde 2006 vom damaligen Präsidenten Brasiliens Luiz Inácio Lula da Silva als ministra beim Bundesgerichtshof nominiert. Von 2009 bis 2013 war sie auch Richterin des Obersten Wahlgerichts (TSE), wo sie von 2012 bis 2013 als erste Frau den Vorsitz führte. Vom 12. September 2016 bis 13. September 2018 wurde sie in Nachfolge von Ricardo Lewandowski 58. Präsidentin des Obersten Bundesgerichtshofs. Die Arbeit von Rocha ist geprägt von der Strenge, mit der sie Korruptionsfälle verhandelt, und ihrer festen Haltung gegenüber Frauenrechten.
2015 wurde sie mit dem Diploma Bertha Lutz ausgezeichnet.

## Schriften
- O Princípio Constitucional da Igualdade. Editora Lê, Belo Horizonte 1990.
- Constituição e Constitucionalidade. Editora Lê, Belo Horizonte 1991.
- Princípios Constitucionais da Administração Pública. Editora Del Rey, Belo Horizonte 1994.
- Estudo sobre Concessão e Permissão do Serviço Público no Brasil. Editora Saraiva, São Paulo 1996.
- República e Federação no Brasil. Editora Del Rey, Belo Horizonte 1997.
- Princípios constitucionais dos servidores público. Editora Saraiva, São Paulo 2000.
- Direito de/para Todos. Editora Fórum, Belo  Horizonte 2004.